# Thuistap

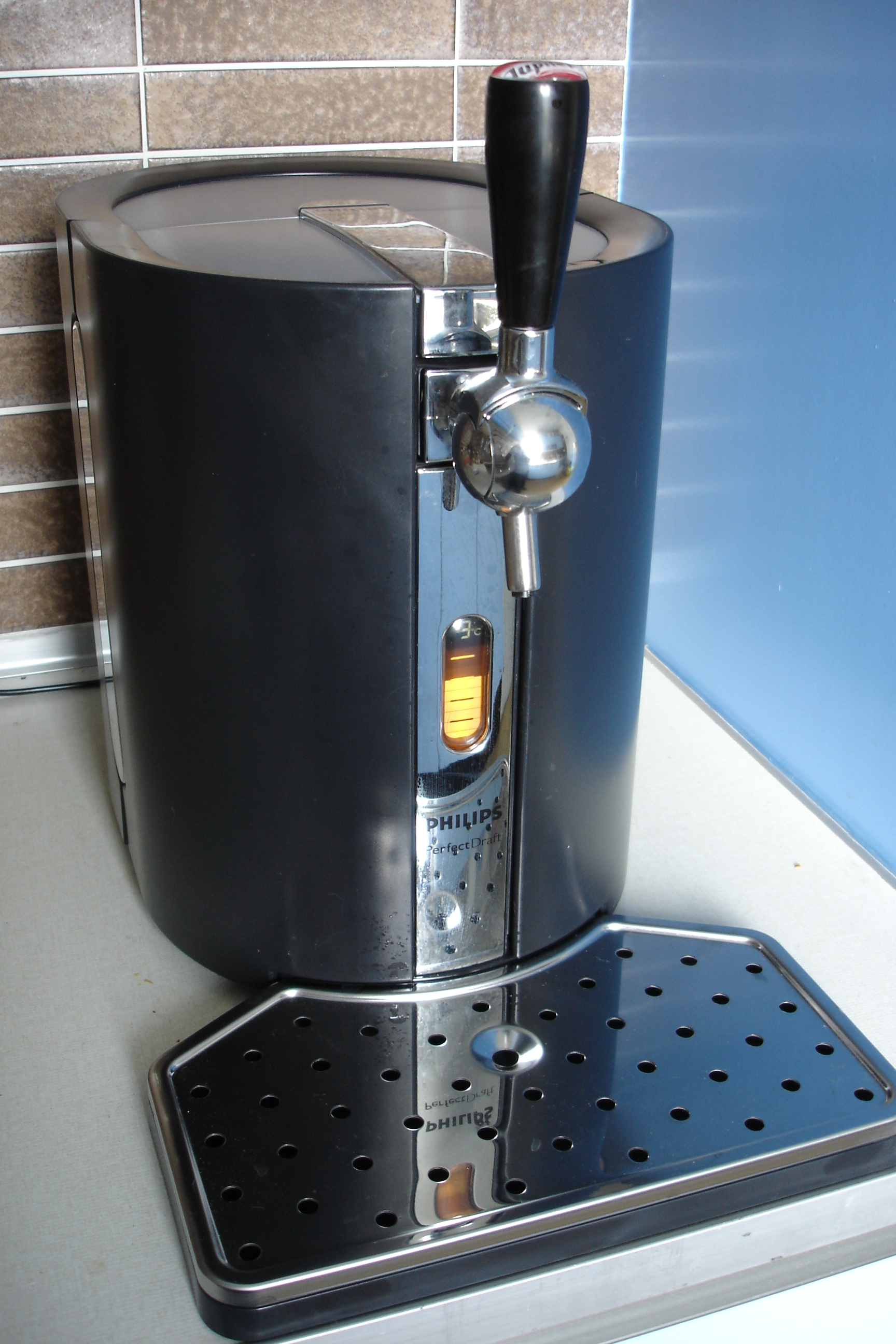
De PerfectDraft is een voorbeeld van een Thuistap.

Een thuistap is een biertap die thuis kan worden gebruikt. De gebruiker koopt fustjes bier in de supermarkt en kan deze in het thuistap-apparaat plaatsen. Het apparaat maakt het mogelijk thuis een gekoeld biertje te tappen. De tap moet gevuld worden met fustjes van 4 tot 6 liter inhoud.

## Geschil over octrooirechten
Aanvankelijk werkte Philips samen met Heineken aan de ontwikkelingen van een thuistapsysteem. Heineken wilde dat alleen de bieren van Heineken op het apparaat beschikbaar zouden komen. Philips wilde echter werken met een 'open systeem', dit hield in dat iedere bierproducent een licentie kon kopen om hun bier op het apparaat te mogen verkopen. Philips stapte hierdoor voortijdig uit het project en ging werken aan een eigen systeem dat een klein jaar later dan de Beertender op de markt is gekomen.
In 2005 spande Heineken een kort geding aan tegen Philips en Interbrew, omdat de PerfectDraft inbreuk zou maken op een vijftal octrooien van Heineken. Op 1 december 2005 oordeelde de rechter dat de zaak te ingewikkeld is voor een kort geding en dat een bodemprocedure noodzakelijk is.
In januari 2007 werd bekend dat de beide partijen een schikking getroffen hebben.

## Merken in detail

### PerfectDraft

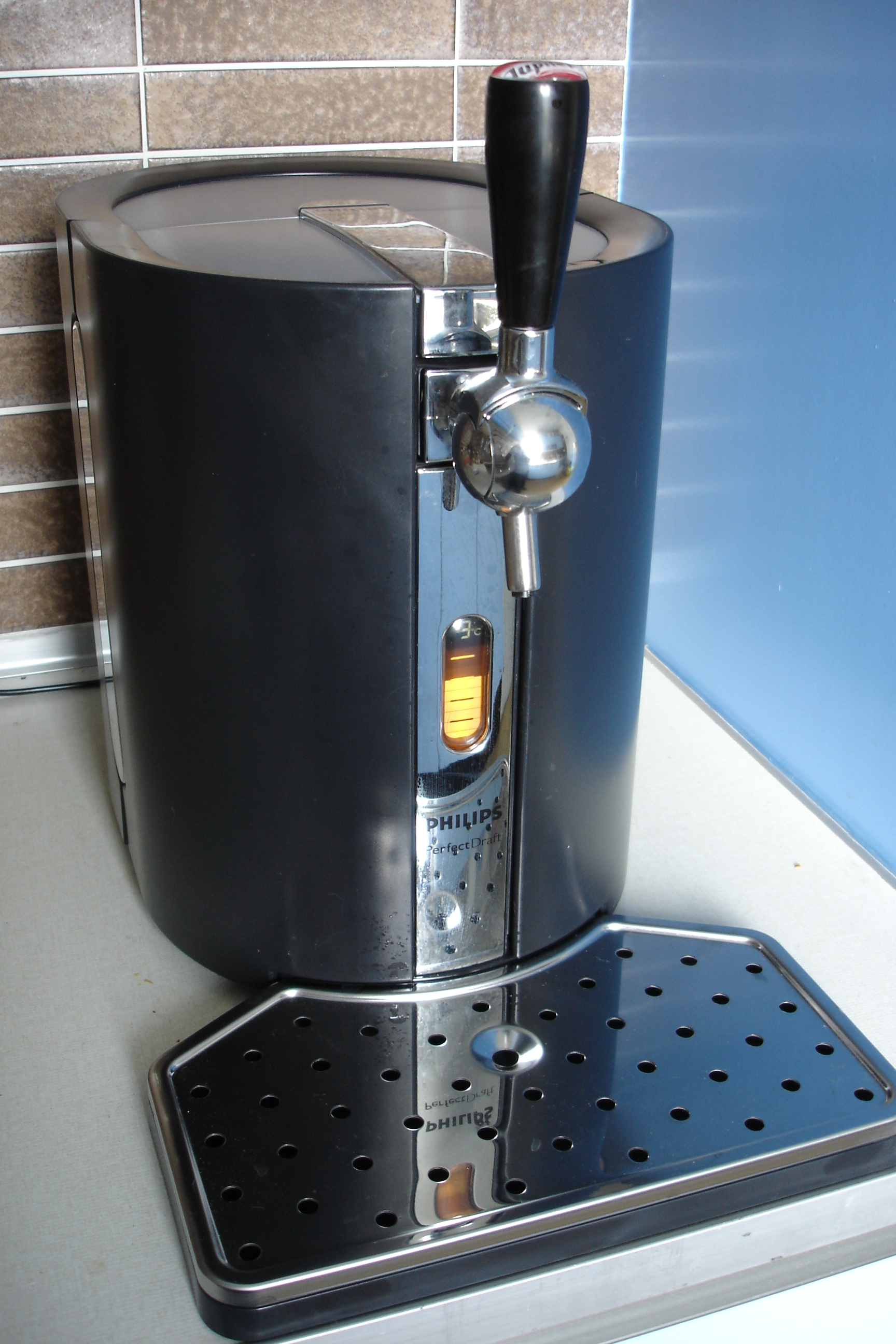
Philips PerfectDraft

InBev en Philips hebben een thuistapapparaat op de markt gebracht met de naam PerfectDraft.
Deze tap is in tegenstelling tot de BeerTender een open systeem, wat wil zeggen dat iedere bierbrouwer er bier voor kan aanbieden. Voor de PerfectDraft is een assortiment van enkele tientallen bieren verkrijgbaar.
De PerfectDraft bestaat in 3 modellen.

### Beer Tap & Cooler
De Beer Tap & Cooler was een systeem van Princess. Het werkt zowel op 230 volt als op 12 volt. Bij het Princess systeem kan zowel bier getapt worden (uitsluitend Heineken DraughtKeg 5 liter) als frisdrank worden gekoeld.
De Beer Tap & Cooler is niet meer verkrijgbaar.

### BeerTender

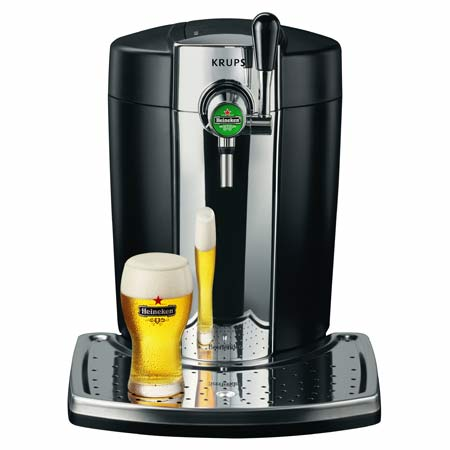
BeerTender B65

De BeerTender is een uitvinding van Heineken in samenwerking met het elektronicabedrijf Krups. Aanvankelijk werkte Heineken samen met Philips aan de ontwikkeling van het apparaat, maar dit bedrijf stapte nog voor de introductie van de thuistap uit het project. Na de breuk ging Heineken in zee met Krups.
De BeerTender werd reeds een ruim half jaar voor de Nederlandse introductie op de Zwitserse en Italiaanse markt verkocht door het Italiaanse Saeco onder de naam 'Saeco Beertender'.
De BeerTender werkt op 230 volt en moet worden gevuld met kleine 4-literfustjes. 
Krups stopte in 2012 met het produceren van de BeerTender. Heineken kwam met een nieuwe thuistap genaamd The Sub om de Beertender te vervangen.

### CheerSCH
In 2008 heeft Grolsch een thuistap op de markt gebracht met 2 liter petflessen onder de naam CheerSCH. In 2011 werd het product van de markt gehaald.

### Wunderbar Cooler
Wunderbar was een systeem van Wunderbar Holding uit Hoofddorp. Het bood 3 modellen aan:
- Party (werkt op 4 AA-batterijen en is dus ook buitenshuis te gebruiken),
- Thermo met een peltierkoeling (instelbaar van 3 tot 9 graden en werkt op 230 volt),
- Professional (volgens de makers de absolute top op biertap-gebied) gebouwd voor zwaar gebruik met een regelbare compressorkoeling (instelbaar is van 3 tot 9 graden).

De Wunderbar Cooler is geschikt voor bijna alle biermerken die in 4, 5 en 6 litervaten te koop zijn. Op de verpakking staat aangegeven welke adapter meegeleverd wordt. Optioneel levert de leverancier het Univat, voor wijn en frisdranken. Door de toepassing van een verwisselbare CO2-fles van 320 gram (waarmee minimaal 40 biervaten kunnen worden getapt) uitgerust met een “drukregelaar/manometer” zodat de gebruiker zelf de hoeveelheid toegevoegd CO2 kan bepalen.
De Wunderbar is niet meer verkrijgbaar.